# Al-Chalis
Al-Chalis (arab. الخالص) – miasto w środkowym Iraku, w muhafazie Dijala. W 2009 r. liczyło 51 003 mieszkańców.